# Pierre-André Marchand
Pierre-André Marchand (* 1943 in Sonvilier) ist ein Schweizer Journalist, Schriftsteller, Sänger und Liedermacher aus dem Kanton Jura.

## Biografie
Marchand absolvierte das Lehrerseminar in Porrentruy und unterrichtete anschliessend in La Ferrière, Bogotá, Montreal, Courcelon und Delémont. 1971 gründete er die monatlich erscheinende Satirezeitung La Tuile («der Ziegel»). Daneben arbeitete er mit verschiedenen Medien zusammen, darunter die Zeitungen und Zeitschriften Jura libre, Arc Hebdo, La Liberté, Optique jurassienne und La Brique, die Radiosender Radio fréquence Jura, Radio Suisse Romande, France Culture und Radio-Canada sowie der Fernsehsender RTS. Marchand, der in Soulce lebt, schrieb über 300 Chansons. Er setzte sich in der Öffentlichkeit energisch für die Schaffung des Kantons Jura und die Trennung vom Kanton Bern ein. Dies hinderte ihn jedoch nicht daran, nach der Kantonsgründung die umstrittenen Aktionen einiger Separatisten zu verurteilen.
Marchand ist die Hauptfigur des 1993 erschienenen Dokumentarfilms Chronique des hautes plateaux von Christophe de Ponfilly.

## Werke
- Salade rustre, Éditions de la Prévôté, 1979.
- Coup de 100 : huit ans de satire jurassienne, Éditions La Tuile, 1980
- Sur le Pont Moulinet, Éditions La Tuile, 1981
- 33 ans de satire… et on me déteste autant qu’au premier jour, Éditions Favre, 2005
- Nicole Petignat: La fille qui siffle les garçons (Das Mädchen, das den Buben pfeift), Éditions Favre, 2006